# Sechtem
Sechtem ist einer der größeren Stadtteile von Bornheim im Rheinland. Die geschichtsträchtige Ortschaft verweist mit ihrem Namen auf das römische „septimum“ und wurde noch 1138 Setheme genannt. Die fragmentierte Inschrift eines in Sechtem geborgenen Meilensteins gibt eine Entfernung von sieben Leugen an, die sich allerdings nicht auf die Entfernung nach Köln, sondern auf die zum römischen Bonn bezog. Dort, wo in leicht erhöhter Lage des Ortskerns die Mauerreste eines römischen Kastells im Boden gefunden wurden, standen bereits 1122 zwei Kirchen, die heute in veränderten Formen überkommenen Gotteshäuser, deren Fundamente teilweise auf dem antiken Mauerwerk ruhen. Die beiden Bauwerke prägen dort seit dem 12. Jahrhundert – einem Wahrzeichen gleich – das Ortszentrum. Es sind die Nikolauskapelle, bei der es sich um die erste Pfarrkirche handeln soll, sowie die unmittelbar daneben errichtete, den Heiligen St. Gervasius und Protasius geweihte Kirche, die später den heutigen Rang einer Pfarrkirche erhielt.

## Geographie

### Geographische Lage
Sechtem liegt in der Kölner Bucht zwischen Vorgebirge und Rhein. Während sich im Westen und Süden die übrigen Bornheimer Orte anschließen, findet man im Nordwesten die Stadt Brühl und im Nordosten die Stadt Wesseling. Durch Sechtem fließt der Mühlenbach, der am nördlichen Ortsrand in den Dickopsbach mündet.

### Geologie
Die gesamte Gemarkung besteht überwiegend aus tiefgründigem Lößboden. Zusammen mit der günstigen klimatischen Lage ist dies der Grund dafür, dass es um Sechtem herum viele Obst- und Gemüseanbauflächen gibt.

### Klima
Durch die Lage zwischen Vorgebirge und Rhein ist der Ort klimatisch begünstigt, da er im Lee der überwiegend aus Richtung Eifel und Vorgebirge kommenden Winde liegt. Selten können sich sogar leichte Föhnwetterlagen entwickeln.

## Geschichte

### Frühe Bronzezeit
In den 1990er-Jahren wurde am Vorgebirge ein seltener Doppelgrabfund bei Sechtem (OV 93/157) gemacht – die Körper eines Erwachsenen und eines Kindes in der Hockerlage. Aufgrund unspezifischer spärlicher Grabbeigaben konnte jedoch nur mithilfe der Radiokarbonmethode eine Datierung in die Zeit der Mitte des 18. Jahrhunderts vor Christus vorgenommen werden.

### Römerzeit

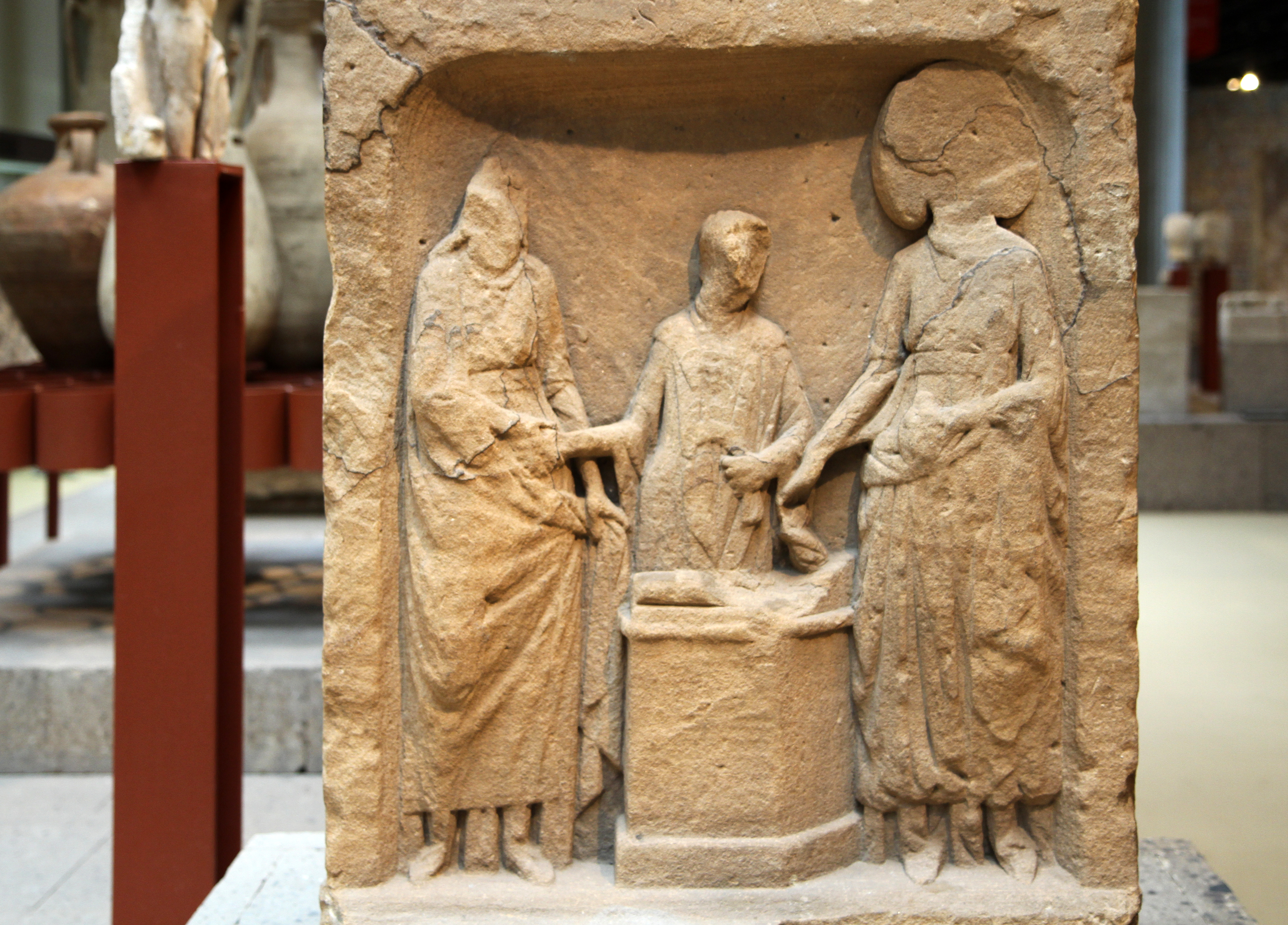
Weiherelief für den Gott Mercur vom Anfang des 3. Jahrhunderts, Fundort Sechtem

In der Römerzeit lag Sechtem an einer Nebenstrecke der Römerstraße Trier–Köln, der heute so genannten Agrippa-Straße Köln–Trier, und an der Römischen Rheintalstraße Bonn–Köln. Die heutige Kaiserstraße und die Graue-Burg-Straße sind ein Abschnitt dieser alten Verbindung. Es gab in Sechtem auch ein römisches Kastell, auf dessen Fundamenten die Kapelle St. Nikolaus errichtet wurde. Die Überreste eines von Römern errichteten Merkurtempels, die bei Renovierungsarbeiten in der Pfarrkirche gefunden wurden, sind stumme Zeugen aus dieser Zeit.

### Hochmittelalter
Der Ort wird im Jahre 1113 erstmals urkundlich erwähnt. Der ursprüngliche Ortsname „Sephteme“ wandelte sich immer wieder, bis er zum heutigen „Sechtem“ wurde. Dieser Name ist möglicherweise auf die römische Bezeichnung ad septimam leugam zurückzuführen. So lag Sechtem etwa sieben Leugen vom römischen Bonn entfernt. Der genaue Fundort eines Leugensteines aus Sechtem soll fast unleserlich sein, lediglich die Entfernungsangabe von sieben Leugen wurde erkannt, sodass rein rechnerisch Köln nicht in Frage kam. An welcher der Römerstraßen der Stein gefunden wurde, ist mit Sicherheit nicht zuweisbar.

### Neuzeit

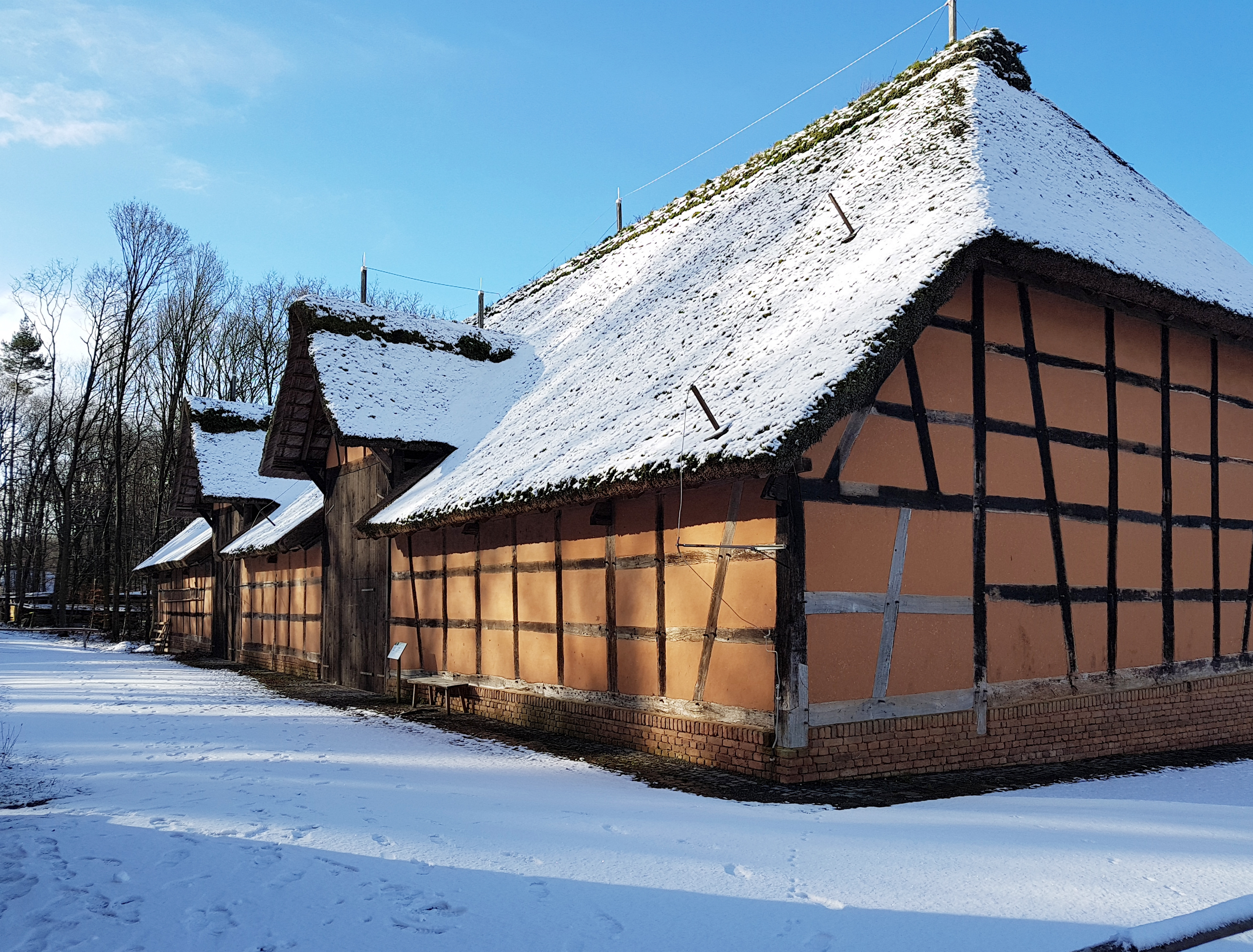
Die 1734 in Sechtem entstandene Zehntscheune

Vor der Säkularisation war Sechtem dem Bonner Stift Dietkirchen gegenüber zehntpflichtig. Der Getreide- und Weinzehnt wurde in der Zehntscheune des Ophofes abgeliefert und aufbewahrt. Die nach Translozierung und sorgfältiger Restaurierung originalgetreu aufgebaute Scheune befindet sich seit 1984 in der weitläufigen Anlage des Rheinischen Freilichtmuseums in Kommern. Ihr ehemaliger Standort, der Ophof in Sechtem, wurde über Jahrhunderte von den Ophalfen bewirtschaftet.

### 19. Jahrhundert
In Napoleonischer Zeit gehörte Sechtem zum Kanton Brühl.
Im Jahr 1844 wurde der Haltepunkt Sechtem der Bahnlinie zwischen Köln und Bonn fertiggestellt und am 13. Februar mit einer Festfahrt für die Aktionäre der Bonn-Cölner Eisenbahn Gesellschaft offiziell eröffnet. Ursprünglich sollte die Bahn mitten durch den Ort verlaufen, was aber vom damaligen Bürgermeister Clemens Müller verhindert wurde. Er befürchtete unter anderem, dass die seinerzeit strohgedeckten Häuser durch den Funkenflug der Dampflokomotiven in Brand gesetzt werden oder durch die von dem Zug verursachten Erschütterungen einstürzen könnten. Heute wird der Bahnhof Sechtem von vielen Pendlern auch aus den umliegenden Ortschaften genutzt.
Am 1. August 1969 wurde Sechtem nach Bornheim eingemeindet.

### Einwohnerentwicklung
Im Jahr 1844 hatte Sechtem 652 Einwohner. Gut 100 Jahre später waren es dann schon etwa 1900 Personen. Heute hat der Ort ca. 5300 Einwohner.
| Jahr | Einwohner |
| ---- | --------- |
| 1798 | 527       |
| 1844 | 652       |
| 1900 | ca. 1000  |
| 1996 | 4171      |
| 2002 | 5266      |

| Jahr | Einwohner |
| ---- | --------- |
| 2005 | 5350      |
| 2006 | 5282      |
| 2007 | 5243      |
| 2009 | 5197      |
| 2010 | 5237      |

| Jahr | Einwohner |
| ---- | --------- |
| 2015 | 5165      |
| 2019 | 5241      |

## Kultur und Sehenswürdigkeiten

### Religionen
Sechtem ist überwiegend katholisch geprägt, wobei der Anteil der Protestanten im alten Ortskern geringer ist als in den neueren Siedlungen.
In Sechtem wird noch der alte Brauch gepflegt, dass von Karfreitag bis Karsamstag die Messdiener mit Ratschen durch den Ort ziehen, um die Morgen-, Mittag- und Abendstunde zu verkünden. Damit wird das an diesen Tagen fehlende Glockengeläut ersetzt.

### Sakrale Bauwerke

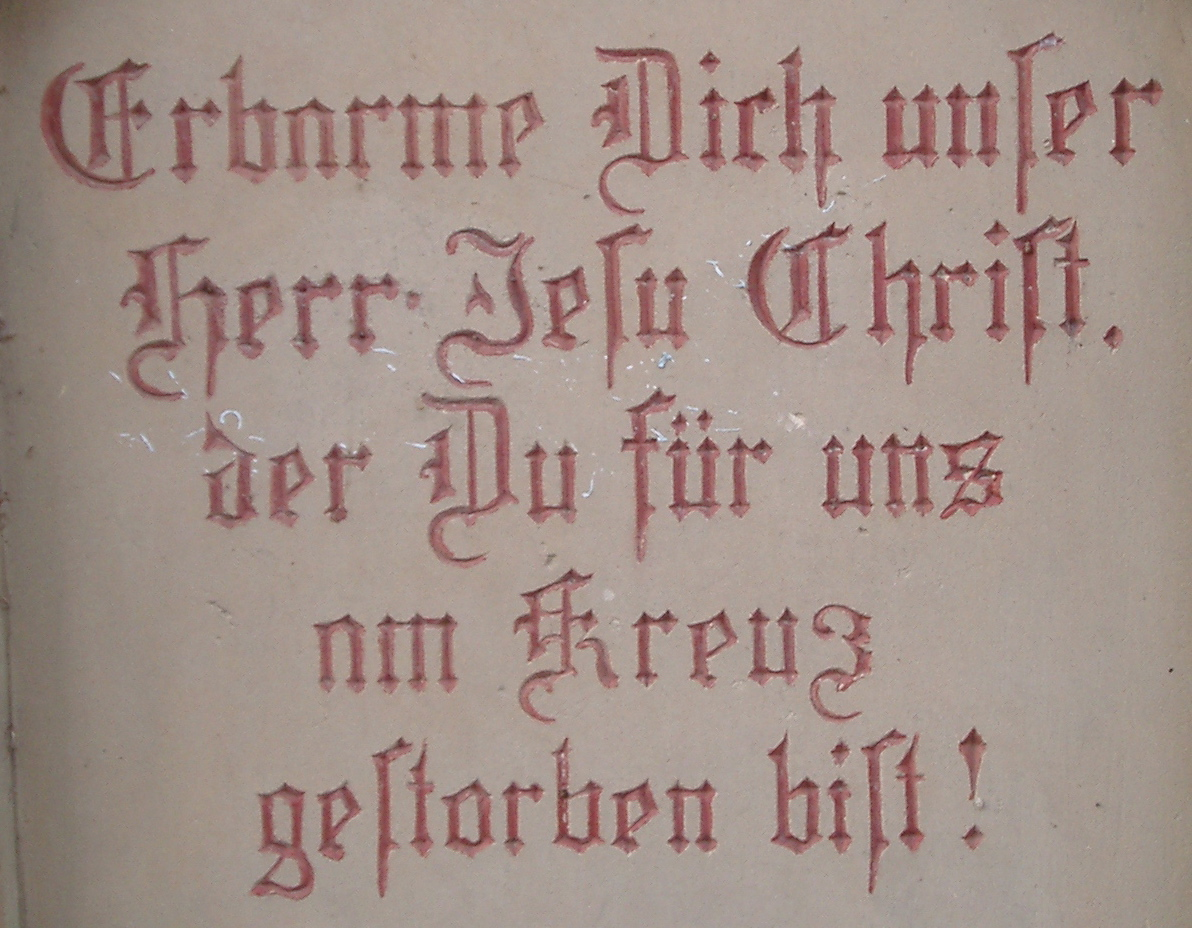
Inschrift eines Bildstocks in Sechtem (Lüddigstraße)

Die Kirche der katholischen Pfarrgemeinde Sechtem ist den beiden Heiligen Gervasius und Protasius geweiht. Sechtem gehört zur Gemeinde der evangelischen Dreieinigkeitskirche in Hersel. Im Gemeindezentrum ARCHE werden auch Gottesdienste abgehalten.

#### Nikolauskapelle

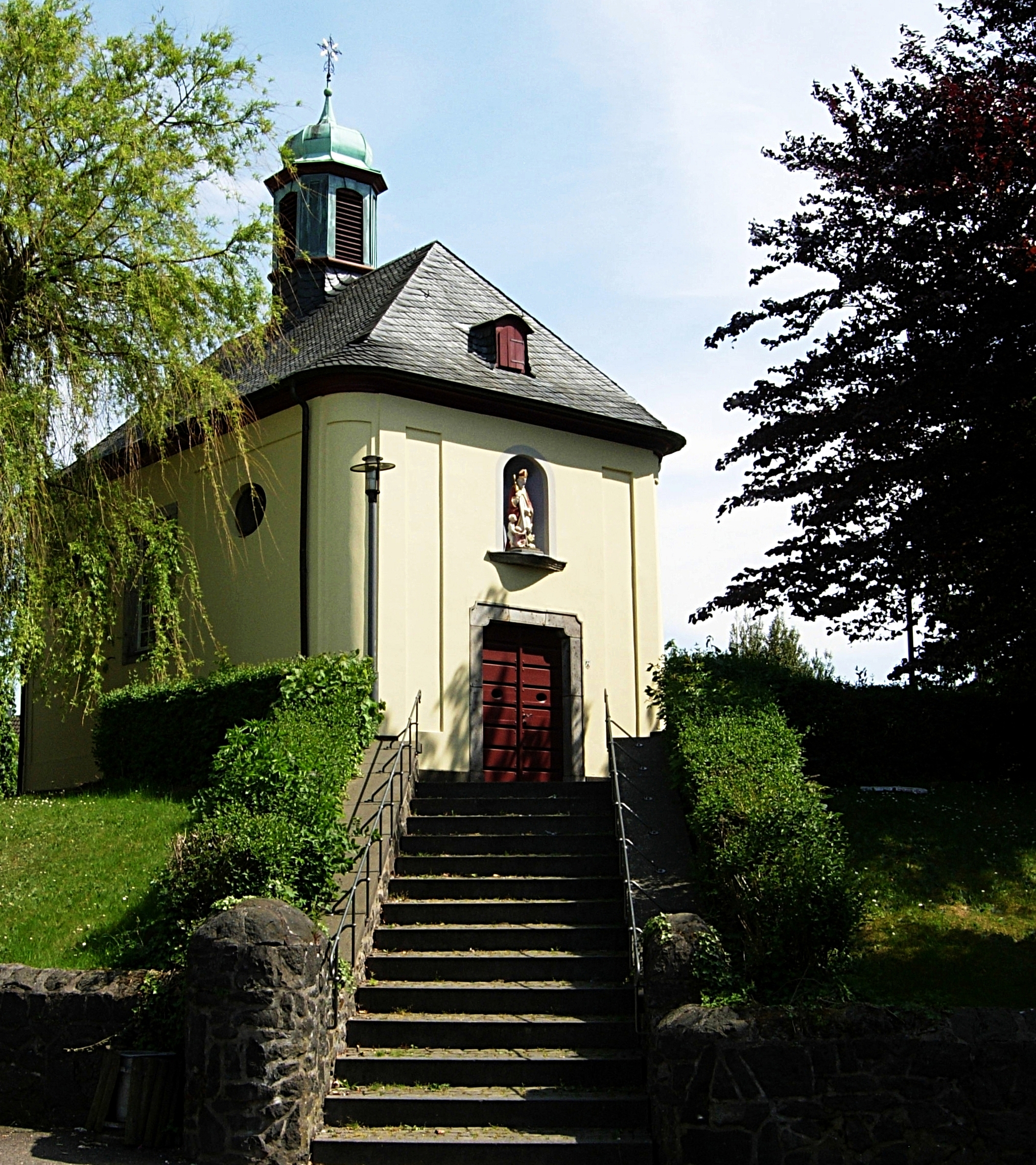
Nikolauskapelle

Die Kapelle, die dem heiligen Nikolaus geweiht ist, wurde ursprünglich im 11. Jahrhundert von Graf Adalbert von Saffenburg, dem damaligen Herren der Grauen Burg als Burgkapelle erbaut. Im Jahr 1122 starb der selige Ailbertus in Sechtem und wurde in dieser Kapelle beigesetzt. 1620 wurde in der Kapelle ein Gruft als Grablege für die Herren der Grauen Burg angelegt. Als die Kapelle im Jahr 1771 abgerissen wurde, wurden die Gebeine des seligen Ailbertus wiederentdeckt und in einen Holzschrein gebettet. Im selben Jahr errichtete Heinrich von Monschau an gleicher Stelle eine neue Kapelle, die 1775 eingeweiht wurde. Als Architekt stand der Rokokobaumeister Johann Georg Leydel zur Verfügung. Die Umsetzung lag in den Händen des Brühler Maurers Jakob Hackspiel und des aus Bonn stammenden Zimmerers Laurentius Gareis. 1895 wurden die Gebeine des Ailbertus nach Kerkrade in das von ihm dort gegründete Kloster Rolduc überführt und dort zur letzten Ruhe gebettet. Lediglich vier kleine Leinensäckchen mit Gebeinen des Seligen blieben in Sechtem. Im Jahr 1929 schenkte die Familie Geyr von Schweppenburg, seinerzeit die Herren der Grauen Burg, das Kloster der Pfarrgemeinde St. Gervasius und Protasius. Die Nikolauskapelle wurde im Jahr 1932 renoviert und als Krieger-Gedächtnis-Kapelle hergerichtet. In den Jahren 1992/93 wurde die Kapelle von der Pfarrgemeinde erneut renoviert und am 13. Juni 1993 eingeweiht. Heute wird sie gelegentlich für Andachten und Trauungen, aber auch für Konzerte genutzt.

#### Wendelinuskapelle

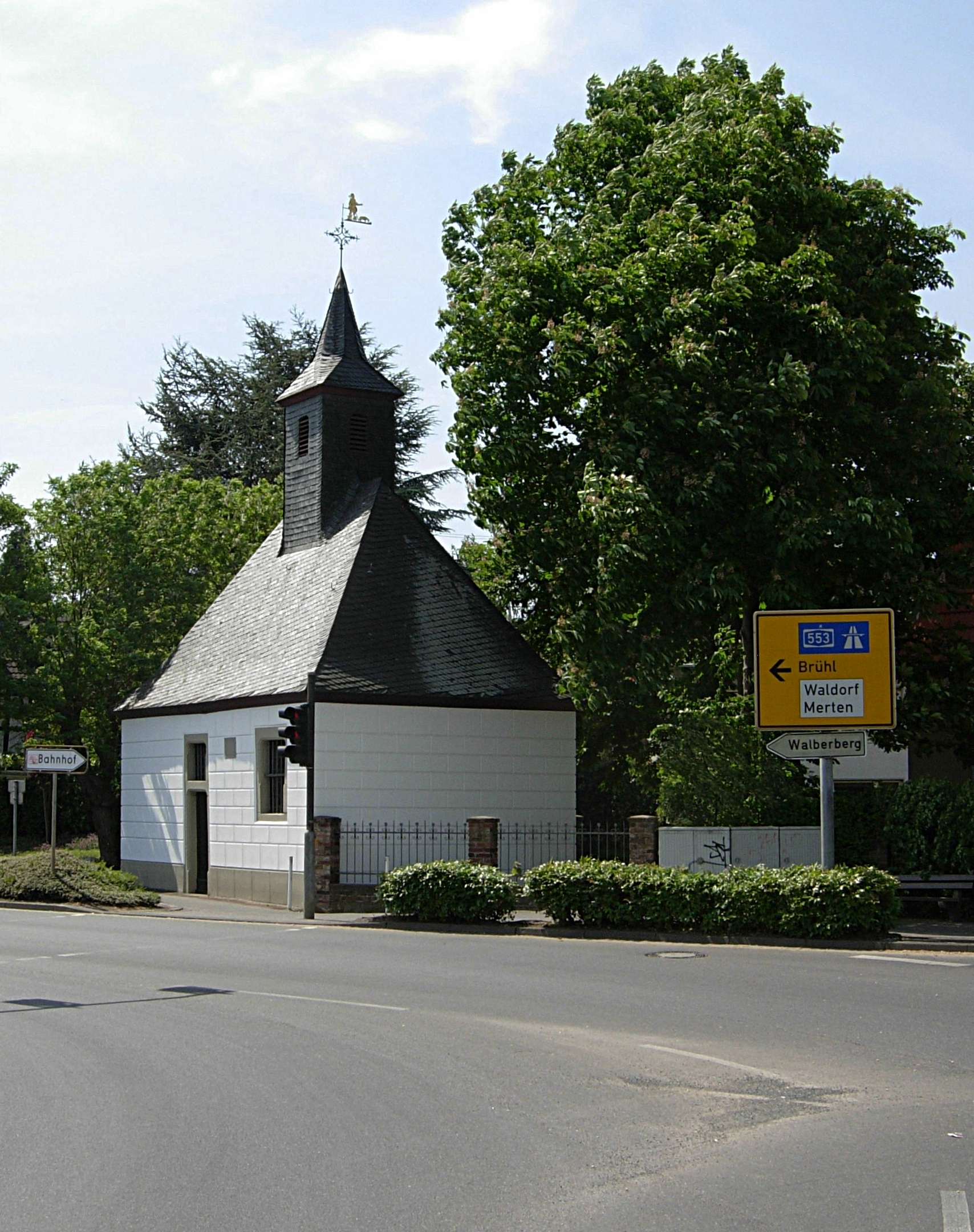
Wendelinuskapelle

Die Wendelinuskapelle wurde im Jahr 1680 anstelle eines verfallenen Heiligenhäuschens erbaut und entwickelte sich zu einem vielbesuchten Wallfahrtsort. Bereits vor 1660 wurden nachweislich Heilige verehrt.
Die Kapelle wurde seinerzeit von Jacob Beller gestiftet. 1947 wurden Kriegsbeschädigungen beseitigt. Im Jahr 1968 erfolgte eine Außensanierung. Die Kapelle wurde 1986 dann komplett saniert und am 18. Oktober 1987 wieder geweiht. Seitdem pilgern am Sonntag nach dem 20. Oktober (Fest des hl. Wendelinus) Wallfahrer aus den umliegenden Ortschaften zur Wendelinuskapelle.

### Profane Bauwerke

#### Graue Burg

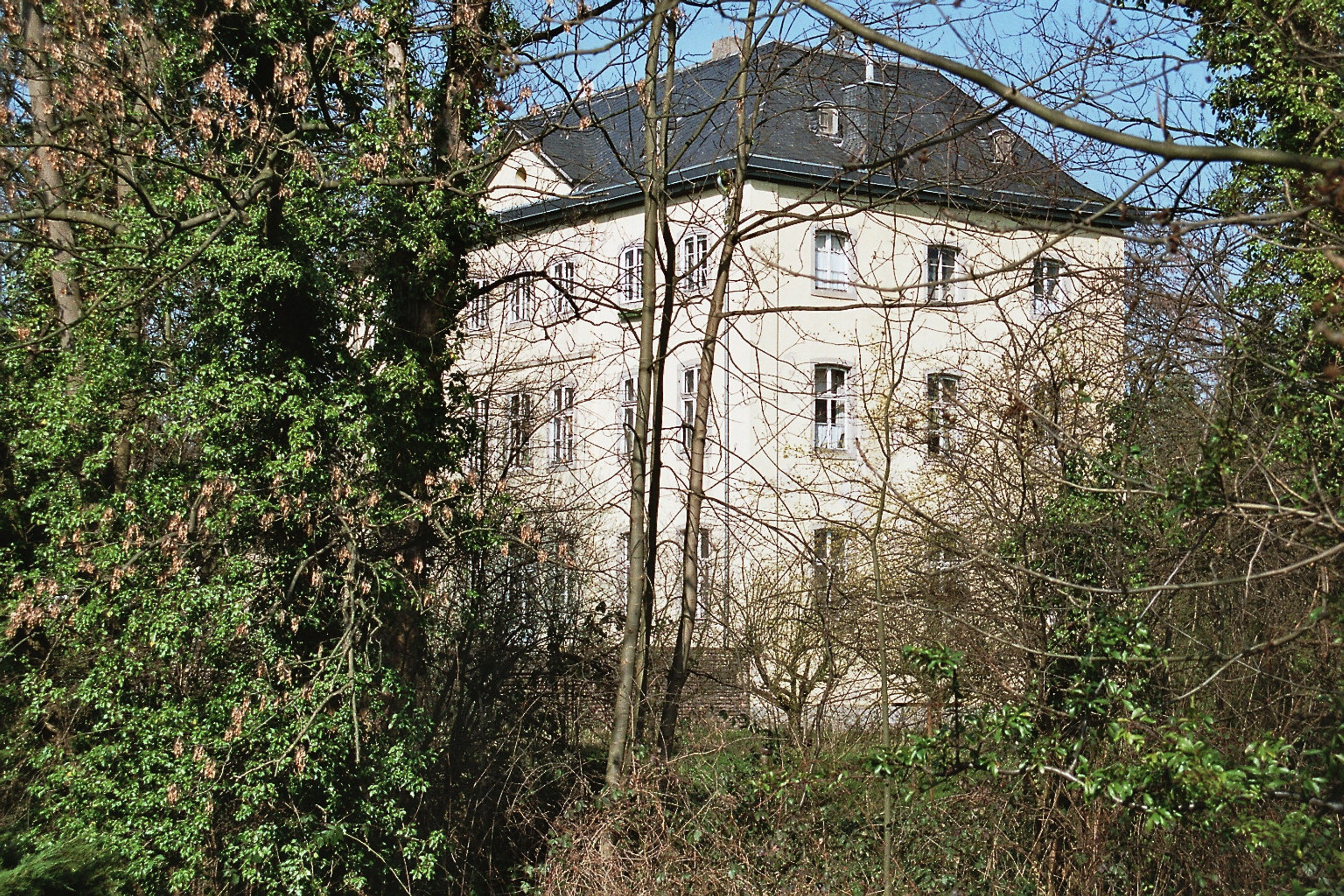
Die Graue Burg

Bei der Grauen Burg handelt es sich um einen uralten Rittersitz. Er wurde wahrscheinlich von den Herren von Saffenburg erbaut. Später war sie unter anderem auch im Besitz der Grafen von Sayn und des Erzstifts Köln. Im Gegensatz zu vielen anderen Rittersitzen war sie eine Grafenburg, deren Name sich über Grawe- und Graveburg zu Graue Burg gewandelt hat. Zu der von einem Wassergraben umgebenen Burg gehört ein Herrenhaus, das nach einem Brand im 18. Jahrhundert um 1770 nach Plänen des Architekten Johann Georg Leydel neu errichtet wurde.
Nach mehreren Besitzerwechseln erwarb die Gemeinde Sechtem im Jahr 1961 die Burg. 1969 wurde sie dann an eine langjährige Mieterin verkauft, die dort eine Privatschule führte. Seitdem befindet sich die Graue Burg in Privatbesitz.
Während des „Dritten Reichs“ diente die Graue Burg als Stelle der Vorgängerorganisation des LVR als Heim u. a. für psychisch Kranke. Am 12. Dezember 2014 wurden an der Ecke Graue-Burg-Straße/Schweppenburgstraße drei Stolpersteine verlegt, die an Ruth Levy, Hans Simons und Arthur Baum erinnern, die bis 1939 beziehungsweise 1942 in der Grauen Burg lebten, bevor sie ihren Weg über verschiedene Zwischenstationen in die Vernichtungslager antreten mussten, wo sie alle den Tod fanden.

#### Weiße Burg

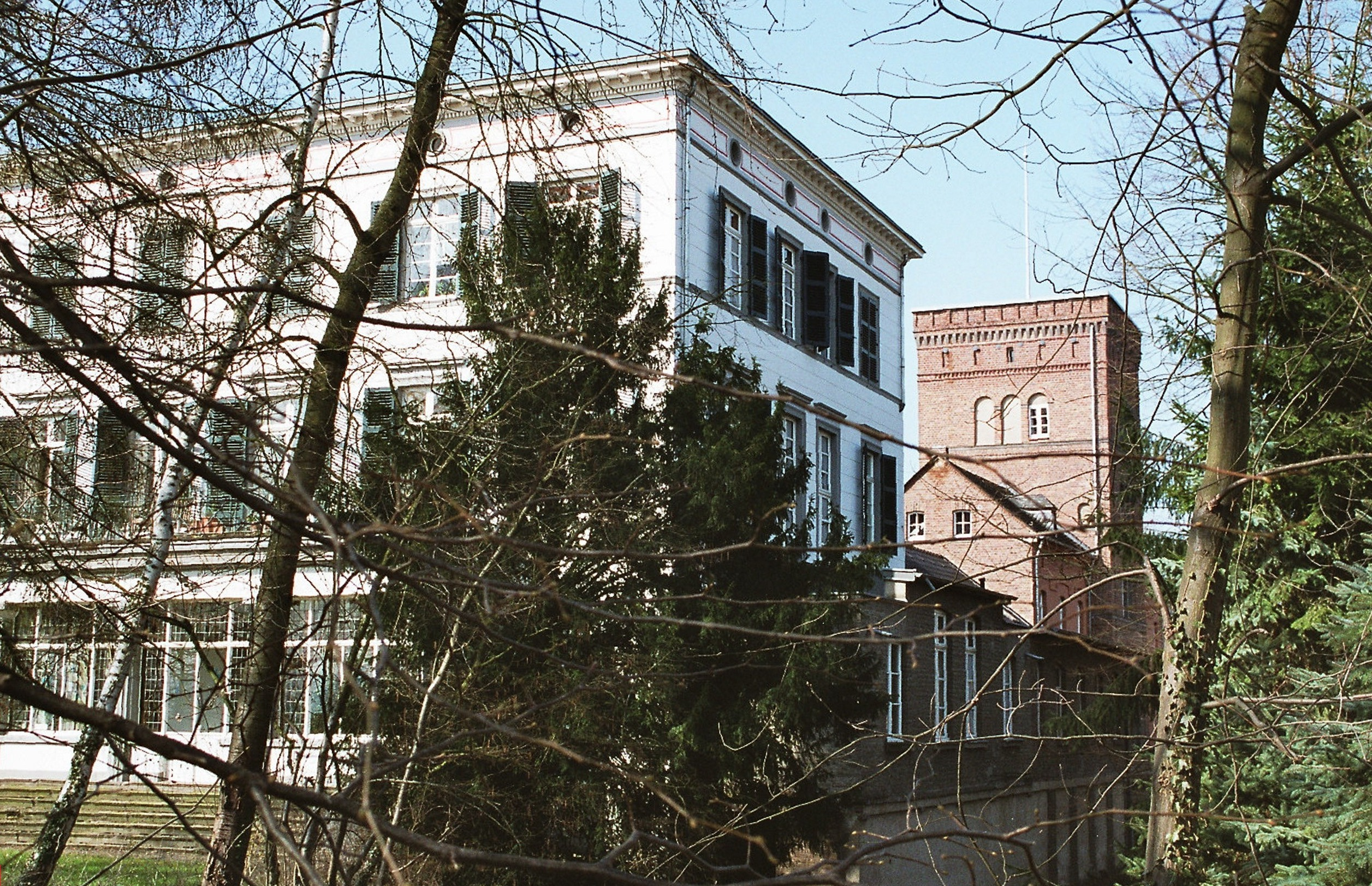
Weiße Burg und Vorburg mit Torhaus

Die von einem Wassergraben umgebene Weiße Burg wird urkundlich erstmals im Jahr 1472 als im Besitz der Frau von Dersdorf aus dem Geschlecht der Grafen Beissel von Gymnich erwähnt, ist aber bereits im 11. Jahrhundert errichtet worden. 1492 ist Wilhelm von Effern Besitzer der Burg. Während der nächsten 200 Jahre kam durch die Lage inmitten saftiger Wiesen und Weiden der Name Wisseburg (Wiesenburg) auf.
Späterer Besitzer war der Erzbischof und Kurfürst von Trier Karl Kaspar von der Leyen. Dieser verkaufte die Burg an die Herrn von Meyerhofen. 1687 erbte Johann Peter von Krane die Burg; in der Folge wurde sie gelegentlich auch als Kranenburg bezeichnet. In den Jahren 1842–1848 wurde die baufällige Anlage wiederhergestellt. Nach weiteren Besitzerwechseln erwarb der Rittergutsbesitzer Peter Bollig vom benachbarten Ophof im Jahr 1906 die Burg. Sie ist heute im Besitz der Familie Zillikens.

#### Güterschuppen am Bahnhof
Der im Jahr 1848 nur vier Jahre nach Eröffnung der Bahnlinie der Bonn-Cölner Eisenbahn-Gesellschaft erbaute Güterschuppen ist das älteste erhaltene Gebäude der Eisenbahn aus dieser Zeit. Er wurde durch den Eisenbahn-Amateur-Club Bonn/Sechtem e. V. 2001 von der Stadt Bornheim erworben und zwischen 2002 und 2009 umfangreich renoviert und zum Clubheim umgewandelt. Das Gebäude steht unter Denkmalschutz.

#### Sport
Im Ort sind vier Sportvereine ansässig: Der Reitverein Wolfshof Sechtem bietet verschiedene Angebote rund um den Reitsport an. Fußball hat eine lange Tradition im Ort und wird im FV Salia Sechtem 1923 e. V. angeboten. Darüber hinaus gibt es noch den Verein für Gebrauchshunde Bornheim-Sechtem e. V. und nicht zuletzt die Sportgemeinschaft Sechtem 1971 e. V. Die SG Sechtem ist durch ihre Basketballer, die schon in der 2. Basketball-Bundesliga gespielt haben, überregional bekannt.

### Regelmäßige Veranstaltungen
Seit 1993 läuft der Kinderkarnevalszug immer am Samstag vor Weiberfastnacht durch die Straßen von Sechtem. Viele Menschen aus den Nachbarorten kommen an diesem Tag als Zuschauer in den Ort, um mit den Kindern zu feiern.
Die SG Sechtem organisiert jährlich ein Sportfest, bei dem Kinder verschiedener Altersklassen gegeneinander antreten.
Der „Fußballverein Salia Sechtem 1923 e. V.“ bietet neben dem regelmäßigen Spielbetrieb einmal im Jahr, normalerweise im Juni, ein Turnier für Hobby-Mannschaften an.

## Wirtschaft und Infrastruktur

### Verkehr

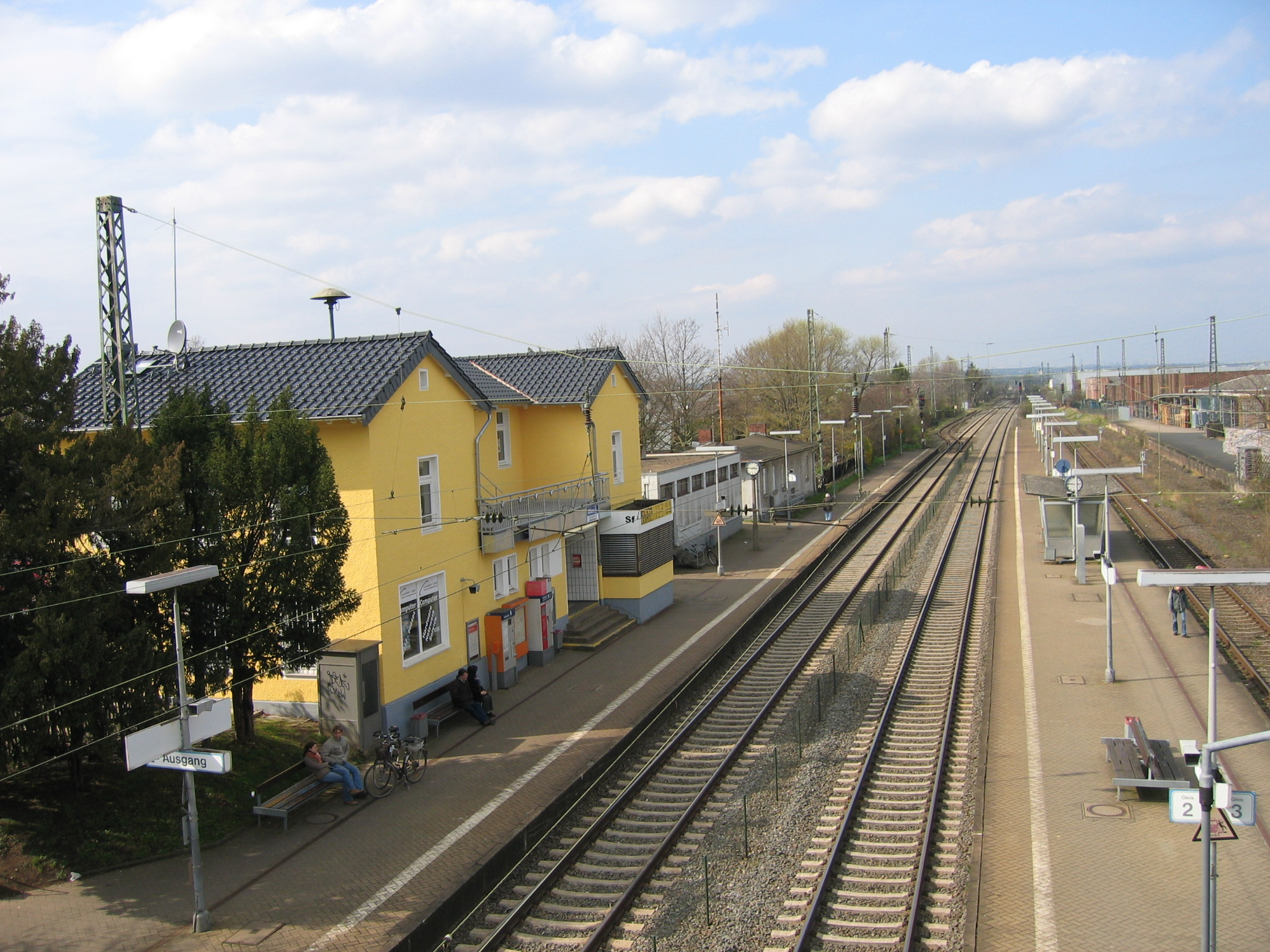
Der Bahnhof Sechtem, vor der Modernisierung

Sechtem ist sehr gut an den regionalen und überregionalen Verkehr angeschlossen. Über eine RVK-Omnibuslinie sind die Bornheimer Orte erreichbar.
Die Stadtbahn der KVB hat in den Nachbarorten Walberberg, Merten, Waldorf und Wesseling Haltestellen.
Sechtem verfügt über einen Bahnhof der Deutschen Bahn AG an der Linken Rheinstrecke, sodass über die Regionalbahnen eine gute Anbindung an die Hauptbahnhöfe Köln und Bonn besteht. Eine der beiden Regionalbahnlinien verkehrt bis Mainz. Der Bahnhof wurde bis 2010 umgebaut und verfügt über eine Unterführung, einen Aufzug und Hochbahnsteige.
Die Autobahnen A 555, A 553 und A 61 sind über die folgenden Anschlussstellen gut erreichbar:
- Anschlussstelle Brühl-Bornheim (A 553)
- Anschlussstelle 5a Wesseling (A 555)
- Anschlussstelle 5b Bornheim (A 555)
- Anschlussstelle Weilerswist (A 61)
- Anschlussstelle Swisttal-Heimerzheim (A 61)

### Wirtschaft
Die gute Verkehrsanbindung hat den Gewerbepark Bornheim-Sechtem zu einem beliebten Standort werden lassen. Neben Logistikunternehmen, Pharma, Handwerk und Betrieben der Lebensmittelkonservierung sind weitere Firmen unterschiedlicher Art vertreten.

### Bildung
In Sechtem gibt es fünf Kindergärten (zwei städtische, einen katholischen, einen evangelischen und den einer Elterninitiative) mit insgesamt mehr als 200 Plätzen und die Wendelinus-Schule, eine Gemeinschaftsgrundschule mit integriertem Schulgarten. Im Jahr 2008/2009 besuchten 276 Schüler in elf Klassen die Schule.

## Persönlichkeiten

### In Sechtem geboren
- Johann Arnold Bischoff (1796–1871), Tuchfabrikant und Handelsgerichtspräsident sowie Rittergutsbesitzer in Aachen.
- Anton Vorzepf (1915–1992), Heimatforscher. Auf der Basis seiner Recherchen erstellte sein Sohn Heinz Vorzepf eine umfangreiche Dorfchronik, die auch in Buchform erhältlich ist. Im Jahr 2003 wurde eine Straße nach Anton Vorzepf benannt.

### Mit Sechtem verbunden
- Peter Bond (* 1952), Schauspieler und Fernsehmoderator, lebte mit seiner Familie einige Jahre in Sechtem und arbeitete auch im Sechtemer Theater.
- Peter Stefan Herbst (* 1965), Journalist, verbrachte seine Jugend in Sechtem.
- Rudolf Jagusch (* 1967), Schriftsteller, Autor von Kriminalromanen und Krimikurzgeschichten, lebt in Sechtem.
- Xaver Fischer (* 1972), Pianist, lebt in Sechtem.
- Sebastian Hartmann (* 1977), Politiker, MdB, lebt in Sechtem.

## Sonstiges
In den Jahren 2002/2003 wurden einzelne Szenen des Kinofilms „Das Wunder von Bern“ in Sechtem gedreht. Hierfür wurde in unmittelbarer Nähe zum Ort die Kulisse des damaligen Wankdorfstadions errichtet. Außerdem wurden einige der Bahnhofsszenen am Sechtemer DB-Bahnhof gedreht.